# Mermessus modicus
Mermessus modicus là một loài nhện trong họ Linyphiidae.
Loài này thuộc chi Mermessus. Mermessus modicus được Alfred Frank Millidge miêu tả năm 1987.